# Can Masllopart
Can Masllopart és una obra noucentista d'Olot (Garrotxa) protegida com a bé cultural d'interès local.

## Descripció
És un xalet de planta baixa, primer pis i golfes. Teulat a quatre aigües, amb teules vidriades de color blau i amplis voladissos sostinguts per bigues de fusta. Cal destacar el carener del teulat que està decorat amb una àmplia cresteria, igualment vidriada. Els murs de la casa foren estucats amb gra fi. La façana principal és a ponent, amb un ampli porxo (amb teulat a tres aigües) que guarda la porta d'accés. La façana sud disposa d'un cos avançat, de planta semicircular, formant una tribuna amb vidres de colors.

## Història
L'eixample és un projecte per Manuel Malagrida, olotí enriquit a Amèrica, que va encarregar a l'arquitecte Joan Roca i Pinet l'elaboració d'una ciutat-jardí, amb zones verdes i xalets unifamiliars. A partir del Passeig de Barcelona i del riu Fluvià, dibuixà una disposició radiocèntrica de carrers amb dos focus (la plaça d'Espanya i la d'Amèrica) units pel pont de Colom. Així es planejà també el carrer Vilanova, amb cases unifamiliars, de poca alçada i amb jardí. No seran cases amb les pretensions d'aquelles situades en ple eixample però disposaran d'elements arquitectònics i decoratius molt notables.